# Lista över Burkina Fasos statsöverhuvuden
Detta är en lista över Burkina Fasos statsöverhuvuden.

## Övre Volta, självstyrande franskt territorium
| Namn              | Ämbetsperiod                        | Titel                                       |
| ----------------- | ----------------------------------- | ------------------------------------------- |
| Ouezzin Coulibaly | 6 september 1958 – 11 december 1959 | "Vice-président du conseil de gouvernement" |
| Maurice Yaméogo   | 11 december 1959 – 5 augusti 1960   | "Vice-président du conseil de gouvernement" |

## Republiken Övre Volta
| Namn                    | Ämbetsperiod                       | Titel                                                  |
| ----------------------- | ---------------------------------- | ------------------------------------------------------ |
| Maurice Yaméogo         | 5 augusti 1960 – 4 januari 1966    | President                                              |
| Sangoulé Lamizana       | 4 januari 1966 – 25 november 1980  | President                                              |
| Saye Zerbo              | 25 november 1980 – 7 november 1982 | Ordförande i militärkommittén                          |
| Jean-Baptiste Ouedraogo | 8 november – 26 november 1982      | Ordförande i folkräddningskommittén                    |
| Jean-Baptiste Ouedraogo | 26 november 1982 – 4 augusti 1983  | Statschef                                              |
| Thomas Sankara          | 4 augusti 1983 – 4 augusti 1984    | Ordförande i nationella revolutionsrådet och statschef |

## Burkina Faso
| Namn                       | Ämbetsperiod                        | Titel                                                          |
| -------------------------- | ----------------------------------- | -------------------------------------------------------------- |
| Thomas Sankara             | 4 augusti 1984 – 15 oktober 1987    | Ordförande i nationella revolutionsrådet och president         |
| Blaise Compaoré            | 15 oktober 1987 – 31 oktober 2014   | President (till 1991 även "president i folkfronten")           |
| Yacouba Isaac Zida         | 31 oktober 2014 – 18 november 2014  | Tillförordnad president                                        |
| Michel Kafando             | 18 november 2014 – 29 december 2015 | Interimspresident                                              |
| Roch Marc Christian Kaboré | 29 december 2015 – 24 januari 2022  | President                                                      |
| Paul-Henri Sandaogo Damiba | 24 januari 2022 – 30 september 2022 | President för Patriotic Movement for Safeguard and Restoration |
| Ibrahim Traore             | 30 september 2022 –                 | President för Patriotic Movement for Safeguard and Restoration |